# Sljez
Sljez (lat. Malva), rod jednogodišnjeg i dvogodišnjeg raslinja i trajnica iz porodice sljezovki, koji je dao ime i porodici i redu sljezolike (Malvales). 
Rod sljeza raširen je po umjerenom, suptropskom i tropskom pojasu. U Hrvatskoj raste osam vrsta sljezova, to su bezmirisni sljez, mošusni sljez, korovni sljez, gorski sljez, sitnocvjetni sljez, sićušni sljez, šumski sljez i Malva verticillata, nazivan imenima čarobni sljez, kineski sljez, klaster sljez, uvijeni sljez i azijski sljez, te tri vrste nekada uključene u rod Lavatera.
U rod je danas uključeno 56 vrsta
Rod Lavatera, hrvatski zvan stola, sinonim je za Malvu.

## Vrste
1. Malva acerifolia (Cav.) Alef.
2. Malva × adulterina Wallr.
3. Malva aegyptia L.
4. Malva aethiopica C.J.S.Davis
5. Malva agrigentina (Tineo) Soldano, Banfi & Galasso
6. Malva alcea L., bezmirisni sljez, veliki sljez
7. Malva arborea (L.) Webb & Berthel., drvolika stola
8. Malva × arbosii Sennen
9. Malva assurgentiflora (Kellogg) M.F.Ray
10. Malva bucharica Iljin
11. Malva cachemiriana (Cambess.) Alef.
12. Malva cavanillesiana Raizada
13. Malva × clementii (Cheek) Stace
14. Malva × columbretensis (Juan & M.B.Crespo) Juan & M.B.Crespo
15. Malva cretica Cav., kretska stola
16. Malva durieui Spach
17. Malva × egarensis Cadevall
18. Malva flava (Desf.) Alef.
19. Malva hispanica L.
20. Malva × inodora Ponert
21. Malva × intermedia Boreau
22. Malva leonardii I.Riedl
23. Malva lindsayi (Moran) M.F.Ray
24. Malva × litoralis Dethard. ex Rchb.
25. Malva longiflora (Boiss. & Reut.) Soldano, Banfi & Galasso
26. Malva ludwigii (L.) Soldano, Banfi & Galasso
27. Malva lusitanica (L.) Valdés
28. Malva maroccana (Batt. & Trab.) Verloove & Lambinon
29. Malva microphylla (Baker f.) Molero & J.M.Monts.
30. Malva moschata L., mošusni sljez
31. Malva multiflora (Cav.) Soldano, Banfi & Galasso
32. Malva neglecta Wallr.,  korovni sljez, divlji sljez, poljski sljez
33. Malva nicaeensis All., gorski sljez
34. Malva oblongifolia (Boiss.) Soldano, Banfi & Galasso
35. Malva occidentalis (S.Watson) M.F.Ray
36. Malva olbia (L.) Alef.
37. Malva oxyloba Boiss.
38. Malva pacifica M.F.Ray
39. Malva pamiroalaica Iljin
40. Malva parviflora L., sitnocvjetni sljez
41. Malva phoenicea (Vent.) Alef.
42. Malva preissiana Miq.
43. Malva punctata (All.) Alef.
44. Malva pusilla Sm., sićušni sljez
45. Malva qaiseri Abedin
46. Malva setigera K.F.Schimp. & Spenn.
47. Malva stenopetala (Coss. & Durieu ex Batt.) Soldano, Banfi & Galasso
48. Malva stipulacea Cav.
49. Malva subovata (DC.) Molero & J.M.Monts.
50. Malva sylvestris L., šumski sljez, crni sljez
51. Malva × tetuanensis Pau
52. Malva thuringiaca (L.) Vis., tirinška stola
53. Malva tournefortiana L.
54. Malva transcaucasica Sosn.
55. Malva trimestris (L.) Salisb.
56. Malva unguiculata (Desf.) Alef.
57. Malva valdesii (Molero & J.M.Monts.) Soldano, Banfi & Galasso
58. Malva verticillata L., pršljenasti sljez
59. Malva vidalii (Pau) Molero & J.M.Monts.
60. Malva waziristanensis Blatt.
61. Malva weinmanniana (Besser ex Rchb.) Conran
62. Malva xizangensis Y.S.Ye, L.Fu & D.X.Duan

## Sinonimi
- Anthema Medik.
- Axolopha Alef.
- Bismalva Medik.
- Dinacrusa G.Krebs
- Lavatera L.
- Navaea Webb & Berthel.
- Olbia Medik.
- Saviniona Webb & Berthel.
- Stegia DC.